# Prapawadee Jaroenrattanatarakoon
Prapawadee Jaroenrattanatarakoon (taj. ประภาวดี เจริญรัตนธารากูล; ur. 29 maja 1984 w Nakhon Sawan jako Junpim Kuntatean) – tajska sztangistka startująca w kategorii do 53 kg, złota medalistka igrzysk olimpijskich i dwukrotna medalistka mistrzostw świata.

## Kariera
Pierwszy medal zdobyła w 2003 roku, zajmując trzecie miejsce w wadze piórkowej podczas mistrzostw świata w Vancouver. Na rozgrywanych dwa lata później mistrzostwach świata w Dosze zdobyła srebrny medal w tej samej kategorii wagowej. Ponadto w 2008 roku zdobyła złoty medal podczas igrzysk olimpijskich w Pekinie. Startując 10 sierpnia 2008 w kategorii do 53 kg zwyciężyła z wynikiem w dwuboju 221 kg, wyprzedzając Yoon Jin-hee z Korei Południowej i Raemę Lisę Rumbewas z Indonezji. Był to jej jedyny start olimpijski.